# Bomarea suberecta
Bomarea suberecta är en alströmeriaväxtart som beskrevs av Roy Emile Gereau. Bomarea suberecta ingår i släktet Bomarea och familjen alströmeriaväxter. Inga underarter finns listade i Catalogue of Life.